# شانجان سي إس35 بلس
شانجان سي إس٣٥ بلس (بالإنجليزية:Changan CS35 Plus) هي سيارة كروس أوفر تنتجها شركة شانجان للسيارات، هي النسخة الأكثر تميز من شانجان سي إس٣٥.